# Jack Schroer
Jack Schroer (12. ledna 1944 – 23. června 1995) byl americký saxofonista. V sedmdesátých letech spolupracoval s Van Morrison a rovněž byl členem jeho skupiny The Caledonia Soul Orchestra. V roce 1972 hrál na třetím albu skupiny New Riders of the Purple Sage. V tomtéž roce rovněž spolupracoval s Paulem Simonem na jeho albu Paul Simon; o rok později hrál na albu Simovova spolupracovníka Arta Garfunkela s názvem Angel Clare. Hrál také na albu Be What You Want To od Linka Wraye.